# Extreme (häst)
Extreme, född 17 maj 2016 i Danmark, är en dansk varmblodig travhäst. Han tränas och körs av Steen Juul.

## Bakgrund
Extreme är en brun hingst efter Chocolatier och under Swiss Watch (efter From Above). Han föddes upp av Bjarke Thomsen och ägs av Stald Cosmopolitan. Han tränas och körs av Steen Juul, verksam vid Charlottenlund Travbane utanför Köpenhamn.
Extreme började tävla i oktober 2018 och segrade direkt i debutloppet. Han har till april 2022 sprungit in 2 640 223 danska kronor på 40 starter varav 21 segrar, 7 andraplatser och 4 tredjeplatser. Han har tagit karriärens hittills största seger i Danskt Travderby (2020). Han har även segrat i Jydsk 4-årings Grand Prix (2020).
Den 9 april 2022 blev Extreme den femte hästen att bjudas in till 2022 års upplaga av Elitloppet på Solvalla. Extreme ströks den 25 maj 2022, fem dagar innan loppet skulle köras, på grund av hälta.